# The Pool
The Pool (นรก 6 เมตร; bra: A Piscina) é um filme de suspense de sobrevivência tailandês de 2018 dirigido por Ping Lumpraploeng, estrelado por Theeradej Wongpuapan e Ratnamon Ratchiratham. O filme gira em torno de um casal que fica preso em uma piscina de 6 metros de profundidade após a água ser escoada. A situação deles piora quando um crocodilo entra na piscina com eles. Recebeu críticas positivas.

## Elenco
- Theeradej Wongpuapan como Day
- Ratnamon Ratchiratham como Koi

## Recepção
O site de agregação de resenhas Rotten Tomatoes oferece como "Fresh" uma pontuação de 96% de 28 críticos e uma média de classificação de 7,40 em 10.